# Normando Costantino
Normando Costantino (Río Cuarto, Córdoba, 16 de agosto de 1952) es un militar argentino en situación de retiro con el grado de brigadier general. Fue jefe del Estado Mayor General de la Fuerza Aérea (JEMGFA) desde el 8 de noviembre de 2006 hasta el 3 de julio de 2013.

## Familia
El brigadier general Normando Costantino se casó con Silvia Astorga, con quien tuvo tres hijos.

## Carrera
Costantino ingresó a la Escuela de Aviación Militar en el año 1970. Tres años después egresó de dicha academia de formación militar con el rango militar de alférez especializándose en aviación de cazas. Obtuvo el segundo mejor promedio de dicha promoción.

### Oficial Subalterno
Tras haber egresado como Alférez, en 1974 realizó el curso de aviador militar en la Escuela de Aviación Militar. En 1975 fue destinado a la VI Brigada Aérea donde realizó el Curso de Estandarización de Procedimientos para Aviadores de Combate.
En diciembre de 1976 consiguió su ascenso a teniente y se desempeñó como oficial en escuadrillas de aviones F-86 y A-4C Skyhawk.
En 1979 ascendió a primer teniente y luego es destinado como instructor en la Escuela de Caza y luego sería oficial de operaciones hasta fines de 1983.

#### Guerra de las Malvinas
Este comandante de la Fuerza Aérea Argentina es veterano de la guerra de las Malvinas, que tuvo lugar en 1982, donde se desempeñó como piloto de A-4C Skyhawk, aunque a sus dos misiones fueron abortadas —uno por un problema de radio VHF y la otra por fallo en el reabastecimiento en vuelo—.
En diciembre de 1983 ascendió a capitán. A principios de 1984 fue enviado a prestar servicios a la VI Brigada Aérea como oficial de Operaciones e instructor de Vuelo en aviones Mirage V Dagger.
Durante 1988 realizó el curso de Comando y Estado Mayor en la Escuela Superior de Guerra Aérea y a finales del mismo año fue promovido a mayor.

### Oficial jefe
En 1989 obtuvo el título de oficial de Estado Mayor y un año después fue enviado a Venezuela. En 1992 se desempeñó como asesor en el Curso de Estado Mayor y un año después fue enviado a la Jefatura III de Planificación tras ascender a Vicecomodoro.
En 1994 fue enviado al Comando de Operaciones Aéreas y tres años más tarde fue enviado a la V Brigada Aérea donde fue jefe del Grupo Técnico 5, aunque un año después en esa misma unidad fue transferido a la Jefatura del Departamento de Operaciones. A fines de 1998 ascendió al grado de Comodoro.

### Oficial superior
Desde 1999 hasta finales de 2000 estuvo al frente de la Jefatura del Grupo 5 de Caza. Desde 2000 hasta finales de 2002 se desempeñó como agregado aeronáutico en el Reino Unido, con extensión de agregado de defensa en Portugal. Hacia 2003 fue puesto al frente del cargo de jefe Departamento Planes y Programas en el Comando de Operaciones Aéreas. En 2004 fue jefe de la V Brigada Aérea, y a fines de ese año se aprobó el pliego que promovió su ascenso a la jerarquía de brigadier.
Como brigadier, Normando Costantino fue destinado al frente del Directorio de Abastecimiento del Estado Mayor Conjunto de las Fuerzas Armadas, cargo que ejerció solamente desde enero hasta finales de febrero de 2005. Desde marzo de ese año pasó a desempeñarse como jefe III-Operaciones del Estado Mayor Conjunto de las Fuerzas Armadas Desde 2006 fue comandante de Personal de la Fuerza Aérea hasta ser designado Jefe del Estado Mayor General.

## Comandancia de la Fuerza Aérea Argentina
El día miércoles 8 de noviembre de 2006, fue designado como titular de la Fuerza Aérea Argentina, en reemplazo del brigadier general Eduardo Schiaffino, su antecesor, que fue relevado de su cargo por el entonces presidente de la Nación Argentina Néstor Kirchner.
Desde su designación hasta diciembre de 2007 se aprobaron dos pliegos de ascenso para el grado de Brigadier Mayor y posteriormente para el de Brigadier General.
El 3 de julio de 2013 dejó su cargo como JEMGFAA, siendo sucedido por el Brigadier Mayor Mario Callejo.

## Condecoraciones y distintivos
Durante su carrera ha recibido numerosas condecoraciones y distintivos:
- «Distintivo Aviador Militar»
- «Oficial de Estado Mayor» Escuela Superior de Guerra Aérea (Argentina)
- Medalla «El Honorable Congreso de la Nación a los Combatientes en Malvinas»
- «Distintivo Escuela de Aviación Militar» EAM (Argentina)
- «Curso Superior de Comando» en Escuela Superior de Guerra Aérea (Argentina)
- «Curso Básico de Conducción» en Escuela Superior de Guerra Aérea (Argentina)
- «Distintivo De Campaña de Primera clase de la Fuerza Aérea Argentina por su actuación en Malvinas»